# خشکسار

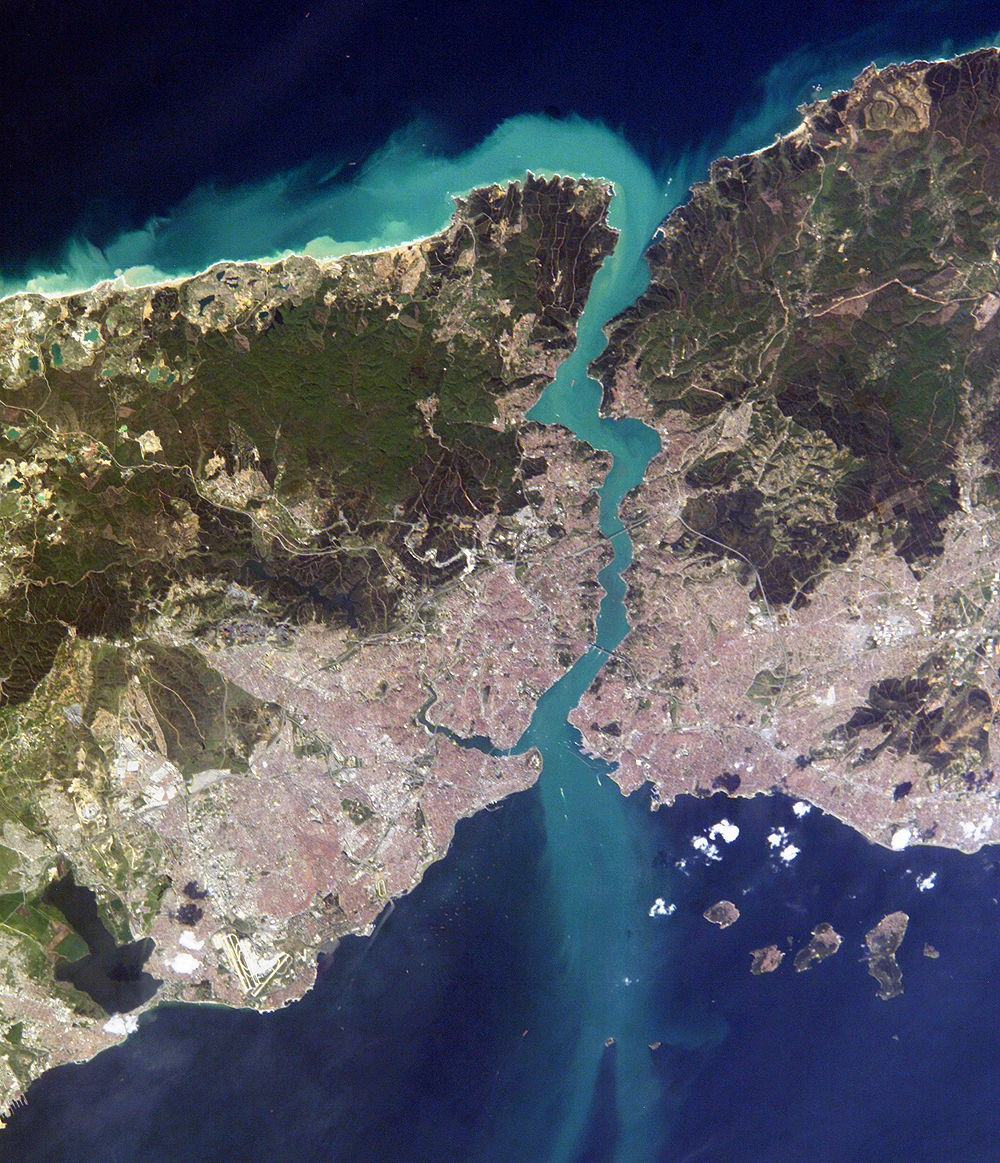
دو خشکسار در دو سوی یک آبراهه. جزیره‌ها نیز خشکسار هستند. نمای ماهواره‌ای تنگه بسفر

خشکسار یا کُشخَر (به انگلیسی: Landmass) به منطقه یا ناحیه‌ای وسیع از خشکی گفته می‌شود که یک‌تکه بوده و توسط اقیانوس‌ها گسیخته نشده باشد. این اصطلاح اغلب برای اشاره به خشکی‌های احاطه‌شده توسط اقیانوس یا دریا مانند قاره‌ها یا جزیره‌های بزرگ استفاده می‌شود. در حوزه زمین‌شناسی، خشکسار بخشی مشخص از پوسته قاره‌ای است که بالای سطح دریا گسترده شده باشد.
قاره‌ها را معمولاً خشکسارهای مجزا می‌پندارند و ممکن است هر جزیره‌ای را که بخشی از فلات قاره وابسته است، شامل شوند. هنگامی که چند قاره یک خشکی متصل را در کنار یکدیگر تشکیل دهند، قاره‌های متصل را می‌توان خشکساری واحد در نظر گرفت. بزرگ‌ترین خشکسارهای زمین به ترتیب بزرگی عبارتند از:
1. آفرو-اوراسیا (خشکسار اصلی منطقه‌ای ژئوشیمی به همین نام و بخش‌های قاره‌ای آن، آفریقا و اوراسیا یا همان اروپا و آسیا؛ مرکز نیم‌کره خشکی زمین که بیش از نیمی از خشکسار زمین را تشکیل می‌دهد)
2. قاره آمریکا (خشکسار اصلی منطقه‌ای جغرافیایی به همین نام و بخش‌های قاره‌ای آن، آمریکای شمالی و جنوبی که بیشتر خشکسار نیم‌کره غربی را تشکیل می‌دهد)
3. جنوبگان (خشکسار اصلی منطقه جغرافیایی و قاره‌ای به همین نام)
4. سرزمین اصلی استرالیا (خشکسار اصلی منطقه جغرافیایی اقیانوسیه، زیرناحیه آن استرالزی، قاره استرالیا و کشور استرالیا)